# Žirovski Vrh
Žirovski Vrh – wieś w Słowenii, w regionie Gorenjskim, w gminie Žiri. 1 stycznia 2017 liczyła 235 mieszkańców.